# Gastrosuisse
Gastrosuisse (Eigenschreibweise GastroSuisse) ist ein Schweizer Arbeitgeberverband des Gastgewerbes. Er zählt rund 20'000 Mitglieder aus Hotellerie und Gastronomie und ist damit der grösste gastgewerbliche Arbeitgeberverband der Schweiz.

## Geschichte

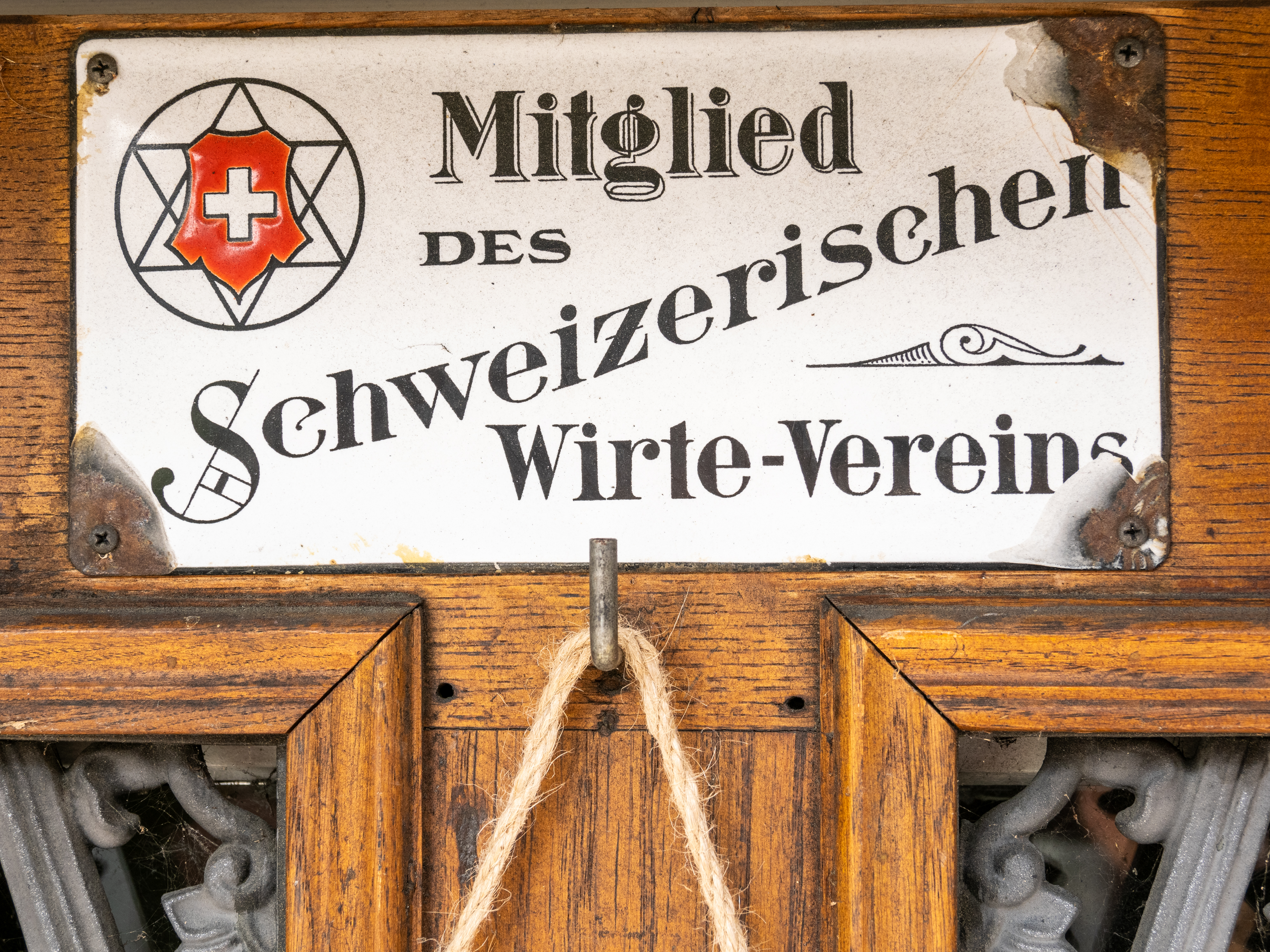
Mitglied des Schweizerischen Wirte-Vereins – altes Schild im Zürcher Weinland

Der Verein wurde 1891 als Schweizer Wirteverband gegründet und zusammen mit einem neuen Logo Anfang Mai 1995 in Gastrosuisse umbenannt. Gastrosuisse ist in Form eines Vereins mit Hauptsitz in Zürich organisiert. Daneben befindet ein weiterer Sitz in der französischsprachigen Schweiz in Pully. Die als Mitglieder angeschlossenen Hotels, Pensionen, Gasthöfe, Restaurants und Cafés sind in 26 Kantonalsektionen und vier Fachgruppen aufgeteilt. Oberstes Organ von Gastrosuisse ist die Delegiertenversammlung, deren Mitglieder von den Kantonalverbänden nominiert werden. Die weiteren Organe umfassen die Präsidentenkonferenz, den neunköpfigen Vorstand, die Geschäftsprüfungskommission sowie die Revisionsstelle.
Seit 1. Juli 2023 hat Pascal Scherrer den vorübergehenden Direktor Patrik Hasler-Olbrych abgelöst, welcher wiederum die Stelle seit 1. Februar 2023 von Daniel Borner übernommen hatte.
Im Frühjahr 2024 berichtete die Handelszeitung von anhaltenden Defiziten der Hotelfachschule in Zürich. 2024 wurde kein neuer Lehrgangsjahrgang aufgenommen.
Im Juni 2024 wurde der Präsident Casimir Platzer durch Beat Imhof abgelöst. Der Verband für Hotellerie und Restauration sei unter Platzer als in den Worten des Tages-Anzeigers «eher als ziemlich konservative politische Kraft» wahrgenommen worden. Unter Platzer waren bei den Wahlen 2023 Wahlkampfspenden im Betrag von 135'500 Franken an rund 50 vorwiegend bürgerliche Politiker geflossen. GastroSuisse gab weitere 260'085 Franken für eine eigene Wahlkampagne "Wahlen à la carte" aus und empfahl in diesem Rahmen schweizweit insgesamt rund 190 Politikerinnen und Politiker zur Wahl. Während seiner zehnjährigen Amtszeit wurde Casimir Platzer besonders während der Corona-Pandemie als Kämpfer für die Interessen des Gastgewerbes landesweit bekannt. Dafür ernannten die Delegierten Casimir Platzer zum Ehrenpräsidenten.
Zur Vereinsarbeit zählen Aus- und Weiterbildung, Nachwuchsmarketing, Engagement gegen den Fachkräftemangel, Auskünfte und Beratung in Rechts- und Wirtschaftsfragen sowie Öffentlichkeitsarbeit, darunter die politische Interessenvertretung der Verbandsmitglieder. Weiter führt Gastrosuisse einen Fachbuchverlag und publiziert eine eigene Fachzeitung das GastroJournal (wöchentliche Erscheinung). Zum Verband zählen zudem die beiden Hotelfachschulen Belvoirpark Hotelfachschule Zürich und École Hôtelière de Genève, die als höhere Fachschulen geführt werden. Mit der Ausgleichskasse GastroSocial und der GastroSocial Pensionskasse verfügt Gastrosuisse über eine eigene Sozialversicherungs- bzw. Vorsorgeeinrichtung.